# توماس مارتن (سياسي)
توماس مارتن (بالإنجليزية: Thomas Ballantyne Martin)‏ هو صحفي وتاجر أسهم وسياسي بريطاني (وحمل سابقاً جنسية المملكة المتحدة لبريطانيا العظمى وأيرلندا)، ولد في 13 نوفمبر 1901، وتوفي في 28 يناير 1995. حزبياً، نشط في حزب المحافظين. في الانتخابات العامة في المملكة المتحدة 1931 ‏، انتخب عضو برلمان المملكة المتحدة الـ36 عن دائرة بلايدون (27 أكتوبر 1931 – 25 أكتوبر 1935).